# Beklierde ogentroost
De beklierde ogentroost of weide-ogentroost (Euphrasia rostkoviana, synoniem: Euphrasia officinalis) is een plant uit de bremraapfamilie (Orobanchaceae). De soort staat op de  Nederlandse Rode lijst van planten als zeer zeldzaam en zeer sterk in aantal afgenomen. Deze plant is wettelijk beschermd sinds 1 januari 2017 door de Wet Natuurbescherming. De soort komt in Frankrijk met uitzondering van het Middellandse Zeegebied overal voor. De plant komt ook elders in Europa voor zoals in Duitsland, Oostenrijk en Schotland.
Beklierde ogentroost is een halfparasiet op grassen en cypergrassen. De wortels van de plant onttrekken water en zouten aan de wortels van andere planten, maar de plant is zelf in staat tot fotosynthese.
De plant komt voor in grasland op kalkhoudende grond.
Beklierde ogentroost is een eenjarige plant, die 10-25 cm hoog wordt en bezet is met veel lange klierharen. De plant bloeit van mei tot september met witte bloemen die vaak een lichtpaarse bovenlip en een gele vlek op de onderlip hebben.

## Gebruik
De beklierde ogentroost wordt bij oogontstekingen, maar ook bij hoofdpijn en maagpijn gebruikt.

## Namen in andere talen
- Duits: Wiesen-Augentrost
- Frans: Euphraise glanduleuse
- Roemeens: Silur